# USS Greene (DD-266)
USS Greene (DD-266/AVD-13/APD-36) là một tàu khu trục lớp Clemson được Hải quân Hoa Kỳ chế tạo vào cuối Chiến tranh Thế giới thứ nhất, được cải biến thành tàu tiếp liệu thủy phi cơ AVD-13, rồi thành tàu vận chuyển cao tốc APD-36 để tiếp tục phục vụ trong Chiến tranh Thế giới thứ Hai cho đến khi xung đột kết thúc. Greene bị đắm do một cơn bão ngoài khơi Okinawa, Nhật Bản vào tháng 10 năm 1945. Nó là chiếc tàu chiến duy nhất của Hải quân Hoa Kỳ được đặt tên theo Trung tá Hải quân Samuel Dana Greene (1839-1884), người tham gia cuộc Nội chiến Hoa Kỳ.

## Thiết kế và chế tạo
Greene được đặt lườn vào ngày 3 tháng 6 năm 1918 tại xưởng tàu Squantum Victory Yard của hãng Bethlehem Shipbuilding Corporation ở Squantum, Massachusetts. Nó được hạ thủy vào ngày 2 tháng 11 năm 1918, được đỡ đầu bởi bà John Stevens Conover, con gái Trung tá Greene; và được đưa ra hoạt động vào ngày 9 tháng 5 năm 1919 dưới quyền chỉ huy của Hạm trưởng, Trung tá Hải quân R. A. Theobald.

## Lịch sử hoạt động

### Giữa hai cuộc thế chiến
Greene khởi hành từ Newport, Rhode Island vào ngày 5 tháng 6 năm 1919 để đi Brest, Pháp ngang qua Plymouth, Anh, và quay trở về New York vào ngày 27 tháng 7. Lại lên đường vào ngày 18 tháng 8, nó đi đến San Diego, California vào ngày 22 tháng 12, và được đưa về lực lượng dự bị tại đây vào tháng 3 năm 1920. Nó tiếp tục ở lại Lực lượng Khu trục Dự bị cho đến ngày 10 tháng 9 năm 1921, khi nó khởi hành từ San Diego để đi đến Xưởng hải quân Puget Sound; rồi quay trở lại San Francisco, California không lâu sau đó, đến nơi vào ngày 2 tháng 12 năm 1921. Greene được cho xuất biên chế tại đây vào ngày 17 tháng 6 năm 1922

### Thế Chiến II
Được cho nhập biên chế trở lại vào ngày 28 tháng 6 năm 1940 tại San Diego, Greene được kéo đến San Francisco và được xếp lại lớp như một tàu tiếp liệu thủy phi cơ với ký hiệu lườn mới AVD-13 vào ngày 6 tháng 4 năm 1941 sau khi được cải biến. Nó khởi hành vào ngày 27 tháng 4 để đi sang vùng biển Carbe, hoạt động huấn luyện và tiếp liệu cho thủy phi cơ ngoài khơi Puerto Rico và Bermuda. Một tuần sau khi Đế quốc Nhật Bản tấn công Trân Châu Cảng, nó lên đường đi Brazil. Cho đến mùa Hè năm 1942, nó phục vụ tiếp liệu thủy phi cơ tại Natal và đã từng ghé qua Rio de Janeiro để sửa chữa vào tháng 2 năm 1942. Nó quay trở về Charleston, South Carolina vào ngày 18 tháng 7 năm 1942, rồi hộ tống một đoàn tàu vận tải đi từ Norfolk, Virginia đến Bermuda, và hoạt động tại khu vực Nam Đại Tây Dương trong sáu tháng tiếp theo trong vai trò hộ tống vận tải, từng thực hiện hai chuyến đi đến Rio de Janeiro.
Quay trở lại Norfolk vào ngày 26 tháng 2 năm 1943, Greene khởi hành từ đây để đi Argentia, Newfoundland và hoạt động cùng Bogue, một trong những tàu sân bay hộ tống mới được thiết kế để săn đuổi tàu ngầm Đức tại Bắc Đại Tây Dương. Chúng lên đường vào ngày 23 tháng 4 để hộ tống một đoàn tàu vận tải đi Londonderry Port, Bắc Ireland, và đã thực hiện hành trình về phía Đông mà không gặp sự cố gì. Tuy nhiên, trong chặng quay trở về đã diễn ra một trong những trận chiến chính giữa máy bay từ tàu sân bay hộ tống và tàu ngầm đối phương đang dự định tập trung để tấn công hàng loạt. Trong các ngày 21-22 tháng 5, máy bay của Bogue đã thực hiện sáu đợt tấn công, đánh chìm tàu ngầm U-boat Đức Quốc xã U-569 ở tọa độ 50°40′B 35°21′T / 50,667°B 35,35°T; 24 thủy thủ Đức đã bị bắt làm tù binh.
Trong chuyến tuần tra chống tàu ngầm thứ hai từ ngày 31 tháng 5 đến ngày 20 tháng 6 năm 1943, Bogue và các tàu tháp tùng, trong đó có Greene, đã đánh chìm được thêm tàu ngầm U-317 vào ngày 5 tháng 6 ở tọa độ 30°18′B 42°50′T / 30,3°B 42,833°T, rồi U-118 ở tọa độ 30°49′B 33°49′T / 30,817°B 33,817°T một tuần sau đó. Do thành tích trong hai chiến dịch chống tàu ngầm thành công, Greene được tặng thưởng danh hiệu Đơn vị Tuyên dương Tổng thống. Đội của Bogue laà lần đầu tiên trong một loạt các cuộc tuần tra tấn công chống tàu ngầm nhằm đối phó các hoạt động U-boat đối phương tại Đại Tây Dương. Sau đó cho đến mùa Thu năm 1943, Greene hộ tống các đoàn tàu vận tải chuyển quân nhanh từ Norfolk sang Anh Quốc và quay về, và hoạt động ngoài khơi Bermuda. Vào ngày 5 tháng 10, nó lên đường trong thành phần hô tống cho Core cùng với Belknap và Goldsborough. Vào ngày 20 tháng 10, đội này đã đánh chìm tàu ngầm U-378 ở tọa độ 47°40′B 28°27′T / 47,667°B 28,45°T.
Greene quay trở về Charleston vào ngày 19 tháng 1 năm 1944 để được cải biến thành một tàu vận chuyển cao tốc, và được xếp lại lớp với ký hiệu lườn mới APD-36 vào ngày 1 tháng 2 năm 1944. Sau các hoạt độnghuấn luyện đổ bộ khẩn trương, nó lên đường vào ngày 12 tháng 4 để đi Oran, Algérie nhằm tham gia vào chiến dịch Dragoon, cuộc đổ bộ lên miền Nam nước Pháp. Vào ngày 14 tháng 8, nó rời khu vực tập trung tại Propriano, Corsica, và cho đổ bộ binh lính Hoa Kỳ và Canada lên các đảo Levant và Port Cros ngoài khơi bờ biển Pháp giữa Toulon và Cannes. Binh lính đổ bộ được giao nhiệm vụ chiếm các hòn đảo chiến lược và vô hiệu hóa các khẩu đội pháo duyên hải tầm xa được cho là đã bố trí tại đây. Ngày hôm đó, các hòn đảo được bình định, nhiều "khẩu pháo" Đức hóa ra chỉ là những ống khói lò; và cuộc đổ bộ chính diễn ra theo kế hoạch vào ngày 15 tháng 8.
Sau khi hoàn tất nhiệm vụ trên, Greene làm nhiệm vụ hộ tống tại Địa Trung Hải cho đến khi nó rời Oran vào ngày 6 tháng 12 năm 1944 để đi Norfolk, đến nơi vào ngày 21 tháng 12. Lại lên đường vào ngày 29 tháng 1 năm 1945, nó băng qua kênh đào Panama và đi đến Ulithi vào ngày 31 tháng 3 để làm nhiệm vụ hộ tống vận tải. Trong tháng 4, nó hộ tống bốn tàu sân bay đi đến Okinawa đang khi diễn ra trận chiến nhằm chiếm hòn đảo này. Nó quay trở về Guam để gặp gỡ một đoàn tàu khác hướng đến Okinawa, rồi hoạt động như cột mốc chống tàu ngầm ngoài khơi Okinawa. Cho đến mùa Thu năm 1945, nó tiếp tục làm nhiệm vụ hộ tống giữa Okinawa, Saipan và Philippines. Sau khi chiến tranh kết thúc, nó giúp triệt thoái các cựu tù binh chiến tranh Đồng Minh khỏi Nagasaki sau khi cảng này chịu đựng quả bom nguyên tử thứ hai ném xuống Nhật Bản, rồi neo đậu tại Okinawa vào ngày 24 tháng 9.
Greene gặp phải cơn bão Louise vào ngày 9 tháng 10 năm 1945. Sức gió của bão lên đến 100 hải lý trên giờ (190 km/h) đã đẩy nó mắc cạn lên bờ biển Tây Bắc của Kutaka, khiến nó bị hư hại đến mức không thể sửa chữa. Mọi vật liệu hữu ích được tháo dỡ khỏi con tàu, và nó được cho ngừng hoạt động vào ngày 23 tháng 11 năm 1945. Tên nó được cho rút khỏi danh sách Đăng bạ Hải quân vào ngày 5 tháng 12 năm 1945.

## Phần thưởng
Ngoài danh hiệu Đơn vị Tuyên dương Tổng thống, Greene còn được tặng thưởng ba Ngôi sao Chiến trận do thành tích phục vụ trong Chiến tranh Thế giới thứ hai.